# ツインテール姉妹
ツインテール姉妹（ツインテールしまい）は、夏菜と朝日奈央を中心に構成している日本の女性コンビ。および、テレビ朝日発のバラエティ・ユニットと企画名。

## 概要
ツインテール姉妹とは、テレビ朝日系列のネオバラエティ枠で放送していた番組『かみひとえ』の企画から誕生した、夏菜（姉役）と朝日奈央（妹役）で構成する女性コンビもしくは2人組ユニットである。
『かみひとえ』が2020年9月で終了するも、同局深夜番組『お願い!ランキング』のコーナー枠にて企画が継続。テレビ朝日公式のYouTube動画配信とも連動させている。さらに『お願い!ランキング』が2022年4月から刷新され枠自体が消滅するも、動画配信サービス『TELASA』に場所を移しYouTube動画も継続している。
プロデュースは、かみひとえスタッフだった熊川隆太チーフディレクター（通称: くまD）のチームが担当している。

## 結成の経緯とコンビ名
バラエティ番組『かみひとえ』で週替わりの準レギュラー待遇で出演していた夏菜と朝日奈央は、どちらかが正規レギュラーに昇格という番組の演出にてしのぎを削り、いつしかコンビのような扱いになっていった。
そして2020年2月放送の大食いロケ企画にて、2人は初めて共闘する。終盤で食が進まず苦しくなり打開策を模索していた時、たまたま隣席で大食いをしていた女性フードファイター（如月さくら）の髪型シングルテールを見て「髪型とか変えたら（大食い）イケるかな？」と、気分転換にツインテールにする作戦を思い付く。これを機に2人は完食を果たし、これがコンビ結成の原点になった。
以来、夏菜と朝日のペアは『ツインテール姉妹』と名付けられ、2人をコンビで起用したバラエティ企画が定着していった。

## ユニットと特徴
軽妙なガールズトークや身を削るような体当たり企画もこなし、後述のサポートメンバーもタガが外れたようなパフォーマンスを魅せている。
衣裳はパーソナルカラーのジャージを着用し、胸部には名札を縫い付け、インナーも同色に合わせている。
姉妹（夏菜、朝日奈央）としては、テレビ朝日系列以外に外部のメディアやコンテンツにも掲載歴があり、コンビの出演依頼に垣根は設けていない。
|    | 名前     | 結成日    | ジャージカラー | 備考             |
| -- | -------- | --------- | -------------- | ---------------- |
| 姉 | 夏菜     | 2020年2月 | 黄緑色         | 2021年秋から産休 |
| 妹 | 朝日奈央 | 2020年2月 | 黄色           |                  |

## 歴代サポートメンバー
2021年秋からの夏菜の産休期間は主に、朝日奈央の人脈に近い女性有名人が月替わりで代役を務めている。
衣裳のジャージは基本、その人物に因んだ色を用意している（所属グループ時代のメンバーカラーなど）。
|   | メンバー名             | 出演日                | ジャージカラー | 備考                 | (出典) |
| - | ---------------------- | --------------------- | -------------- | -------------------- | ------ |
| 1 | 堀田真由               | 2021年10月            | 緑色           | 女優                 | [ 11 ] |
| 2 | ファーストサマーウイカ | 2021年11月            | 橙色           | 元BiS、元BILLIE IDLE | [ 12 ] |
| 3 | 高山一実               | 2021年12月、2022年1月 | 水色           | 元 乃木坂46・1期生   | [ 13 ] |
| 4 | 松川星                 | 2022年2月             | 紫色           | 女優                 | [ 14 ] |
| 5 | 百田夏菜子             | 2022年3月上旬、下旬   | 赤色（真紅）   | ももいろクローバーZ  | [ 15 ] |
| 6 | 能條愛未               | 2022年5月             | 山吹色         | 元 乃木坂46・1期生   | [ 16 ] |

## 出演

### テレビ・配信
- かみひとえ（2020年2月 - 9月、テレビ朝日系） -  週替わり出演
- 動画、はじめてみました（2020年3月 - 、テレビ朝日公式YouTube）
- お願い!ランキング「ツインテール姉妹」（2020年10月 - 2022年3月、テレビ朝日） -  月1〜隔月企画
- ツインテール姉妹（2022年3月 - 、TELASA） -  月1〜不定期企画

### PR・広告・イメージモデル
- 東京カレンダー「ザ テンダーハウス ダイニング」（2021年6月、東京カレンダー株式会社） -  夏菜、朝日奈央 名義[10]